# Francheville (Métropole de Lyon)
Francheville település Franciaországban, Métropole de Lyon különleges státuszú nagyvárosban (métropole: nagyjából „megyei jogú város”). Lakosainak száma 15 664 fő (2022. január 1.). Francheville Tassin-la-Demi-Lune, Sainte-Foy-lès-Lyon, Brindas, Chaponost, Craponne és Lyon községekkel határos.

## Népesség
A település népességének változása:
| Lakosok száma | 14 094 | 14 361 | 14 578 | 14 198 | 14 656 | 14 906 | 14 821 | 15 204 | 15 664 |
|               | 2013   | 2015   | 2016   | 2017   | 2018   | 2019   | 2020   | 2021   | 2022   |